# Tsjatsja

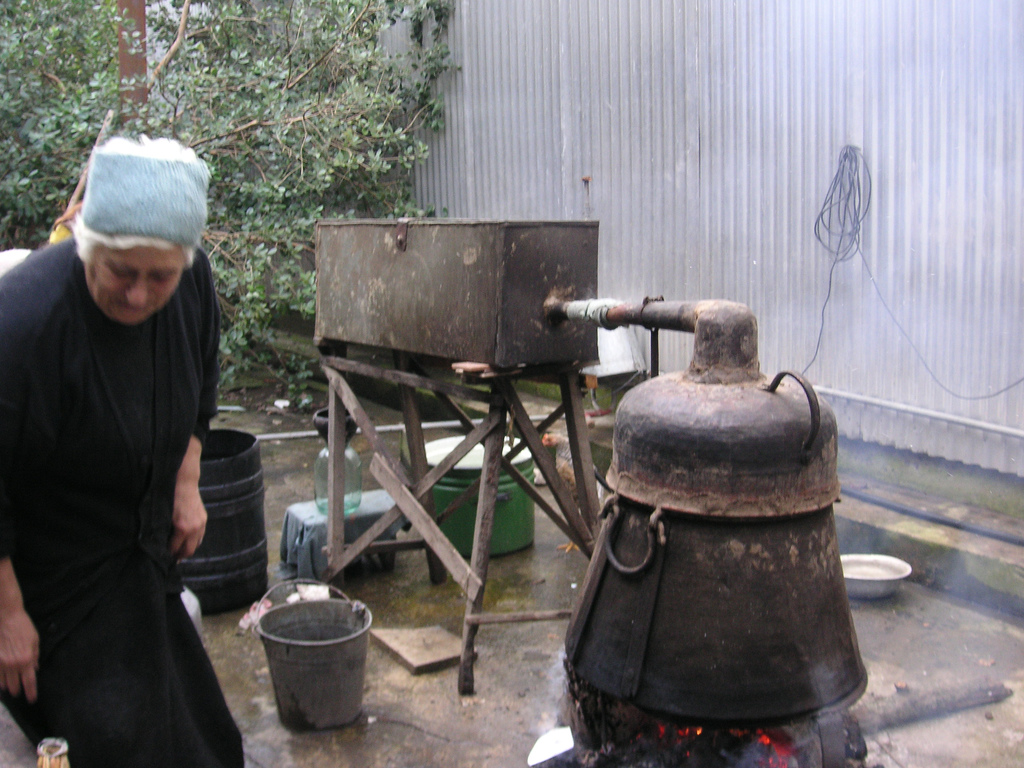
Een tsjatsjazelfstokerij

Tsjatsja (Georgisch: ჭაჭა) is een heldere en kleurloze sterkedrank uit Georgië. De drank wordt ook Georgische wodka of druivenwodka genoemd, en lijkt ook op grappa en orujo. Traditioneel wordt de drank thuis gestookt van het vruchtenpulp dat overblijft na het uitpersen van druiven voor het maken van wijn, hoewel soms ook de pulp van andere vruchten wordt gebruikt. Deze pulp is vaak afkomstig uit de Georgische aardewerken kvevri's. Na de destillatie heeft de drank een zeer hoog alcoholpercentage, tot 70%. Daarom wordt hij vaak verdund met water. 
Tsjatsja wordt vooral in de Kacheti regio in het oosten van Georgië gemaakt . De drank wordt door commerciële destilleerderijen geproduceerd, meestal met een alcoholpercentage van 45%, terwijl de thuis gemaakte variant tot 65% komt. De commerciële variant is inmiddels met meerdere prijzen bekroond. In de havenstad en badplaats Batoemi staat sinds 2012 een fontein die 10 minuten per dag tsjatsja spuit in plaats van water.